# Familjen Jul och tomtehotellet
Familjen Jul och tomtehotellet (danska: Familien Jul og Nissehotellet) är en dansk julfilm från 2021 i regi av Carsten Rudolf.

## Handling
Hugo är tolv år och tror fortfarande på tomten. Hans skolkamrater tycker att han är barnslig, och han väljer därför att göra slut med sin bästa vän: Pixy. Men när Hugo åker på jullov till ett familjehotell inser han att det fortfarande finns goda skäl att ha tomtevänner.

## Rollista
- Pelle Falk Krusbæk – Hugo
- Flora Augusta – Sne
- Alexander W. Schøler – Egon
- Arthur Ditlev Wadstrøm – Dvaski
- Jens Sætter-Lassen – Peter Jul
- Julie Zangenberg – Mette Jul
- Jens Jørn Spottag – kocken
- Paw Henriksen – Jens Jul
- Marie Askehave – Agnete Jul
- Sally Holm Rudolf – Sofia
- Sommer Eske Boulanger – Minili
- Alfred Bjerre Larsen – Alfred
- Liv Leman Brandorf – Vega
- Klaus Søndergaard – bonde
- Nadia Jasmin Olsen – Kustode
- Herman Knop – Pixy
- Vilhelm David Hakesberg – Pixys röst
- Leif Axel Kjeldsen – magiska bokens röst
- Dan Jakobsen – Snes pappa
- Nicoline Sofie Andreassen – Cecilie
- Louise Holm Rudolf – Cecilies mamma
- Clara Lykke Louw – lärare
- Bertil De Lorenzi – Hugos klasskamrat
- Alexander Magnússon – Hugos klasskamrat
- Carsten Rudolf – antikhandlare
- Lado Hadzic – flygande hotellgäst
- Patrick Kweku Quansah Kværnø – hotellgäst
- Thomas Berg Petersen – hantverkare
- Bertram Juhl Hansen – H.C. Andersen som barn